# Rymosia sericea
Rymosia sericea är en tvåvingeart som först beskrevs av Thomas Say 1824.  Rymosia sericea ingår i släktet Rymosia och familjen svampmyggor. Inga underarter finns listade i Catalogue of Life.